# Rune Ek
Harald Rune Ek, född 14 maj 1929 i Uppsala, död 13 november 2021 i Noirmoutier-en-l'Île, Frankrike, var en svensk skådespelare och revyförfattare.

## Biografi
I början av 1950-talet skrev och spelade han revyer tillsammans med Owe Thörnqvist i Uppsala. Han var senare anställd vid bland annat Uppsala Stadsteater och Malmö Stadsteater. Han spelade med Nils Poppe i lustspelet Hjälten från Öresund på Fredriksdalsteatern i Helsingborg 1978.
Utöver teatern var Ek verksam på TV och film. Han debuterade 1968 i TV-filmen Monsieur Barnett och medverkade även i filmserien Skånska mord. Han gjorde även rösten till "Slinky Dog" i den svenska versionen av Toy Story (1995).

## Filmografi
- 1968 – Monsieur Barnett
- 1976 – Resan till julstjärnan
- 1979 – Kejsaren
- 1980 – Blomstrande tider
- 1986 – Bessingemordet
- 1986 – Hurvamorden
- 1995 – Toy Story (röst)

## Teater

### Roller
| År   | Roll                  | Produktion | Regi                                        | Teater               |
| ---- | --------------------- | --- | ------------------------------------------- | -------------------- |
| 1952 | Lantrådet             | Leonce och Lena (Leonce und Lena) Georg Büchner                                                                    | Bengt Lagerkvist                            | Teatern i Gamla stan |
| 1958 | Medverkande           | Revy-Tut Evert Lindberg, Rune Ek, Stig Grybe och Bengt Janzon                                                      | Stig-Ossian Ericson                         | Casinoteatern        |
| 1963 | Pränt, skrivare       | Lås in Era döttrar (Lock Up Your Daughters) Laurie Johnson, Lionel Bart och Bernard Miles                          | Ivo Cramér                                  | Oscarsteatern        |
| 1963 | Medverkande           | Vi har fyr för oss, revy Bros. Corp.                                                                               | Ragnar Sörman                               | Boulevardteatern     |
| 1963 |                       | Pyjamasleken (The Pajama Game) George Abbot, Richard Bisell, Richard Adler, Jerry Ross                             | Carl-Gustaf Kruuse af Verchou Mille Schmidt | Idéonteatern         |
| 1967 |                       | Den girige (L'Avare) Molière                                                                                       | Eva Sköld                                   | Malmö Stadsteater    |
| 1968 |                       | Galanta intriger (The Beaux' Stratagem) George Farquhar, Ernst van Altena, Jack Popplewell och Jurriaan Andriessen | Egon Larsson                                | Malmö Stadsteater    |
| 1969 |                       | Alla har trädgård (Everything in the Garden) Edward Albee                                                          | Lennart Olsson                              | Malmö Stadsteater    |
| 1969 |                       | Drömmen om Amerika Joe Hill                                                                                        | Lennart Olsson                              | Malmö Stadsteater    |
| 1973 |                       | Leva loppan (La puce à l'oreille) Georges Feydeau                                                                  | Andris Blekte                               | Malmö Stadsteater    |
| 1978 | Tobias Saghel, pastor | Hjälten från Öresund (Der kühne Schwimmer) Franz Arnold och Ernst Bach                                             | Hans Bergström                              | Fredriksdalsteatern  |
| 1979 |                       | Klubbat! (Ten Times Table) Alan Ayckbourn                                                                          | Eva Sköld                                   | Malmö stadsteater    |
| 1980 |                       | Käraste bröder Gun Ek                                                                                              | Kerstin Birde                               | Malmö stadsteater    |
| 1984 |                       | Peer Gynt Henrik Ibsen                                                                                             | Edith Roger                                 | Malmö Stadsteater    |

### Fotnoter
1. ↑  ”Acte de décès à Noirmoutier-en-l'Île (85330) pour l'année 2021”. www.acte-deces.fr. https://www.acte-deces.fr/acte-de-deces-noirmoutier-en-l-ile-2021. Läst 20 augusti 2023.
2. 1 2  ”Rune Ek”. Svensk Filmdatabas. http://www.sfi.se/sv/svensk-filmdatabas/Item/?type=PERSON&itemid=72114&ref=%2ftemplates%2fSwedishFilmSearchResult.aspx%3fid%3d1225%26epslanguage%3dsv%26searchword%3dRune+Ek%26type%3dPerson%26match%3dBegin%26page%3d1%26prom%3dFalse. Läst 5 mars 2013.
3. ↑  Owe Thörnqvists biografi Arkiverad 20 april 2014 hämtat från the Wayback Machine. på egen webbplats
4. ↑  ”Poppe spänstar på, Skånskan kreverar”. Dagens Nyheter. 23 juli 1978. https://arkivet.dn.se/tidning/1978-07-23/11169-196/7.
5. ↑  ”Uppsaliensiskt på Casino”. Dagens Nyheter:  s. 14. 18 oktober 1958. http://arkivet.dn.se/arkivet/tidning/1958-10-18/283/14. Läst 21 januari 2016.
6. ↑  Folke Hähnel (22 februari 1963). ”Oscars: Sedesam våldtäktsmusical”. Dagens Nyheter:  s. 18. http://arkivet.dn.se/arkivet/tidning/1963-02-22/52/18. Läst 31 augusti 2015.
7. ↑  Barbro Hähnel (14 september 1963). ”Svårt hos revypsykiatern”. Dagens Nyheter:  s. 14. http://arkivet.dn.se/arkivet/tidning/1963-09-14/250/14. Läst 9 mars 2016.
8. ↑  Pygmé Musikförlags faktasida om "Pyjamasleken" Arkiverad 6 februari 2016 hämtat från the Wayback Machine.
9. ↑  Sven Barthel (11 februari 1968). ”Fatal stillöshet”. Dagens Nyheter:  s. 17. http://arkivet.dn.se/tidning/1968-02-11/40/17. Läst 23 januari 2017.